# Żeromin (województwo łódzkie)
Żeromin – wieś w Polsce położona w województwie łódzkim, w powiecie łódzkim wschodnim, w gminie Tuszyn.
| SIMC    | Nazwa   | Rodzaj      |
| ------- | ------- | ----------- |
| 0554359 | Potok   | osada leśna |
| 0554365 | Żeromin | osada       |

Według treści aktu zgonu Katarzyny Wojciechowskiej z d. Krapacz jej mąż Władysław w 1883 roku był właścicielem dóbr ("владелец имения") w Żerominie i Rzepkach.
We wsi zachowały się ruiny dworu rodziny Mazarakich z Żelaznej koło Skierniewic. Wokół rozciąga się park, a na skraju stoją pozostałości dawnej gorzelni, stanowiącej część dużego majątku Mazarakich. Dwór spłonął w latach 80. i do tej pory nie został odbudowany.
W dwudziestoleciu międzywojennym wielokrotnie bywała tam pisarka Maria Rodziewiczówna, znajoma rodziny Mazarakich. Wcześniejszy właściciel Żeromina był fundatorem obecnego kościoła parafialnego św. Witalisa w Tuszynie. Z Żeromina pochodzi o. Roman Majewski były przeor klasztoru paulinów na Jasnej Górze w Częstochowie. Sześcioletnią kadencję przeorską zakończył w 2014 r.
Do 1924 roku istniała gmina Żeromin. W latach 1975–1998 miejscowość administracyjnie należała do województwa piotrkowskiego.